# هيرنان سانشيز
هيرنان سانشيز (بالإسبانية: Hernan Sanchez) هو دراج كولومبي، ولد في 23 ديسمبر 1984.

## وصلات خارجية
- هيرنان سانشيز على موقع أرشيف الدراجات (الإنجليزية)